# Jean Capelle
Jean Capelle (Liegi, 26 ottobre 1913 – Liegi, 20 febbraio 1977) è stato un calciatore belga, di ruolo attaccante.

## Carriera
Jean Capelle è il miglior marcatore della storia dello Standard Liegi.